# فوسفوريميدازوليد

التركيب الكيميائي العام لكاشف الفوسفوريميدازوليد

الفوسفوريميدازوليد هو مركب كيميائي يتميز بارتباط أحادي إستر الفوسفوريل تساهميًا بذرة نيتروجين في حلقة إيميدازول. وهي نوع من الفوسفوراميدات. تعتبر مركبات الفوسفور (V) هذه كواشف تعمل مع أحادي إسترات الفوسفات على صنع روابط فوسفوأنهيدريد جديدة ، ووسطاء تفاعليين في تفاعلات نقل الفسفوريل في بعض التحولات المحفزة بالإنزيمات. إضافة إلى ذلك، يتم دراستها أيضًا باعتبارها وسيطًا كيميائيًا مهمًا لبلمرة النوكليوتيدات في البيئات ما قبل الحيوية. يُشار إليها أحيانًا باسم فوسفوريميدازوليدات، ومجموعات الفسفوريل المنشطة بالإيميدازول، وP-إيميدازوليدات.

## الدور في تكوين الأوليجونوكليوتيدات
أُجريت دراسات على الفوسفوري إيميدازوليدات لمعرفة دورها الميكانيكي في التولد التلقائي، وهي افتراضية العملية الطبيعية التي نشأت بها الحياة من مادة غير حية. على وجه التحديد، تم اقتراحها كأنواع نشطة محبة للإلكترون والتي قد تكون توسطت في تكوين روابط فسفودايستر بين النوكليوتيدات، وبالتالي تمكين تكرار الأوليغونوكليوتيدات الموجهة بالقالب قبل ظهور الإنزيمات. تم اقتراح الفوسفوري إيميدازوليدات في الأصل كوسيط لهذه العملية بواسطة ليزلي أورجيل في عام 1968. أظهرت الدراسات المبكرة أن الكاتيونات المعدنية ثنائية التكافؤ مثل Mg2 + و Zn2 + و Pb2 + والقالب التكميلي كانت مطلوبة لتكوين الأوليغونوكليوتيدات القصيرة، على الرغم من أن النيوكليوتيدات أظهرت اتصال 5'-2' بدلاً من اتصال 5'-3' لأشكال الحياة الحالية. وقد تبين أيضًا أن طين المونت موريلونيت يمكن أن يوفر سطحًا لتكوين الأوليجونوكليوتيدات بوساطة الفوسفوريميدازوليد بأطوال تتراوح من 20 إلى 50 قاعدة.
واصلت مجموعة البحث التابعة لجاك دبليو زوستاك التحقيق في دور الفوسفوريميدازوليدات في بلمرة النوكليوتيدات قبل الحيوية. حيث قامت المجموعة بالتحقيق في عدد من مشتقات الإيميدازول بحثًا عن مجموعات كيميائية توفر أوليجونوكليوتيدات أطول ضرورية لنشر المعلومات الجينية. ومن الجدير بالذكر أنهم اكتشفوا أن فوسفوريميدازوليدات تعزز تكوين الأوليجونوكليوتيدات الموجهة بالقالب عبر وسيطات ثنائي النوكليوتيدات المرتبطة بالإيميدازوليوم.
اقترح جون د. ساذرلاند وزملاؤه أن الفوسفوريميدازوليدات ربما تكونت في البيئة الكيميائية للأرض المبكرة عن طريق تنشيط فوسفات الريبونوكليوتيد بواسطة إيزوسيانيد الميثيل و أسيتالديهيد متبوعًا بالاستبدال بالإيميدازول.

## تكوين رابطة فوسفوأنهيدريد
في حين وجدت الدراسات المبكرة لمشتقات الفوسفوريميدازوليد من النوكليوتيدات أن الأوليجونوكليوتيدات يمكن أن تتشكل في وجود قالب تكميلي، فإن ثنائيات الفوسفات المرتبطة بالبيروفوسفات تتشكل بشكل أساسي في غياب القالب. ولقد هذه القدرة على تكوين روابط فوسفوأنهيدريد جديدة في تركيب العديد من المركبات العضوية المحتوية على البيروفوسفات. تم تصنيع مجموعة متنوعة من ثلاثي فوسفات النوكليوتيد المعدلة باستخدام كاشف فوسفوريميدازوليد محمي بالسيانو إيثيل. وُجِد أن تفاعلات تكوين رابطة فوسفوأنهيدريد تتم بشكل أسرع في المذيبات العضوية القائمة على الأميد مثل N,N- ثنائي ميثيل فورماميد وخاصة في N,N- ثنائي ميثيل أسيتاميد مع محفزات Mg 2+ أو Zn 2+.

## التوليف
تم تصنيع كواشف فوسفوريميدازوليد من أحادي إسترات الفوسفات.
في إحدى الطرق لذلك، يذاب أحادي إستر الفوسفات في بيريدين لا مائي  أو N,N- ثنائي ميثيل فورماميد (DMF) ويُنشط باستخدام ثلاثي فينيل فوسفين (PPh 3 ) و2,2'- وثنائي ثيوديبيريدين (2,2'-DTDP) في وجود قاعدة ثلاثي إيثيل أمين (TEA) وايميدازول زائد. في طريقة أخرى تستخدم عددًا أقل من الكواشف، حيث يتم إذابة أحادي إستر الفوسفات في DMF و يُستعمل كربونيل دي إيميدازول (CDI) لإزالة ذرة أكسجين من مجموعة الفوسفات وتوفير بديل الإيميدازول. ثم يمكن جمع ناتج أي من التفاعلين عن طريق الترسيب باستخدام الأسيتونتريل أو الأسيتون كمضاد للمذيب مع بيركلورات الصوديوم أو الليثيوم لتوفير ملح الصوديوم أو الليثيوم للفوسفوريميدازوليد على التوالي. وبدلاً من ذلك، يمكن عزل الفوسفوريميدازوليد عن طريق كروماتوجرافيا العمود الفلاشي العكسي باستخدام محلول TEAB والأسيتونيتريل.